# Horodniceni
Horodniceni è un comune della Romania di 3 641 abitanti, ubicato nel distretto di Suceava, nella regione storica della Moldavia. 
Il comune è formato dall'unione di 5 villaggi: Botești, Brădățel, Horodniceni, Mihăiești, Rotopănești.